# Monofonie
Monofonie (z řec. monos, jeden a fóné, hlas) znamená nejčastěji jednohlas, druh hudby s jediným hlasem a tedy bez harmonie.

## Hudební teorie
Monofonie v protikladu k polyfonii je nejjednodušší a patrně nejstarší druh hudby, zejména vokální, s jedinou melodií. Monofonií je lidová píseň a také gregoriánský chorál, z něhož se teprve v 9. století začal pomalu vyvíjet vícehlas.
Pokud je monofonní zpěv doprovázen generálbasem nebo jiným jednoduchým nástrojovým doprovodem, hovoří se někdy o monodii.

## Monofonní nástroj
Monofonní hudební nástroje jsou ty, které vydávají v každém okamžiku jen jeden tón a nikoli akord. Jsou to zejména dechové nástroje, dřevěné i žesťové, dále monochord a také lidský hlas.

## Elektroakustika
V elektroakustice se monofonií rozumí reprodukce a přenos zvuku (například i vícehlasé hudby) jediným kanálem, protiklad stereofonie.